# Gateway of India

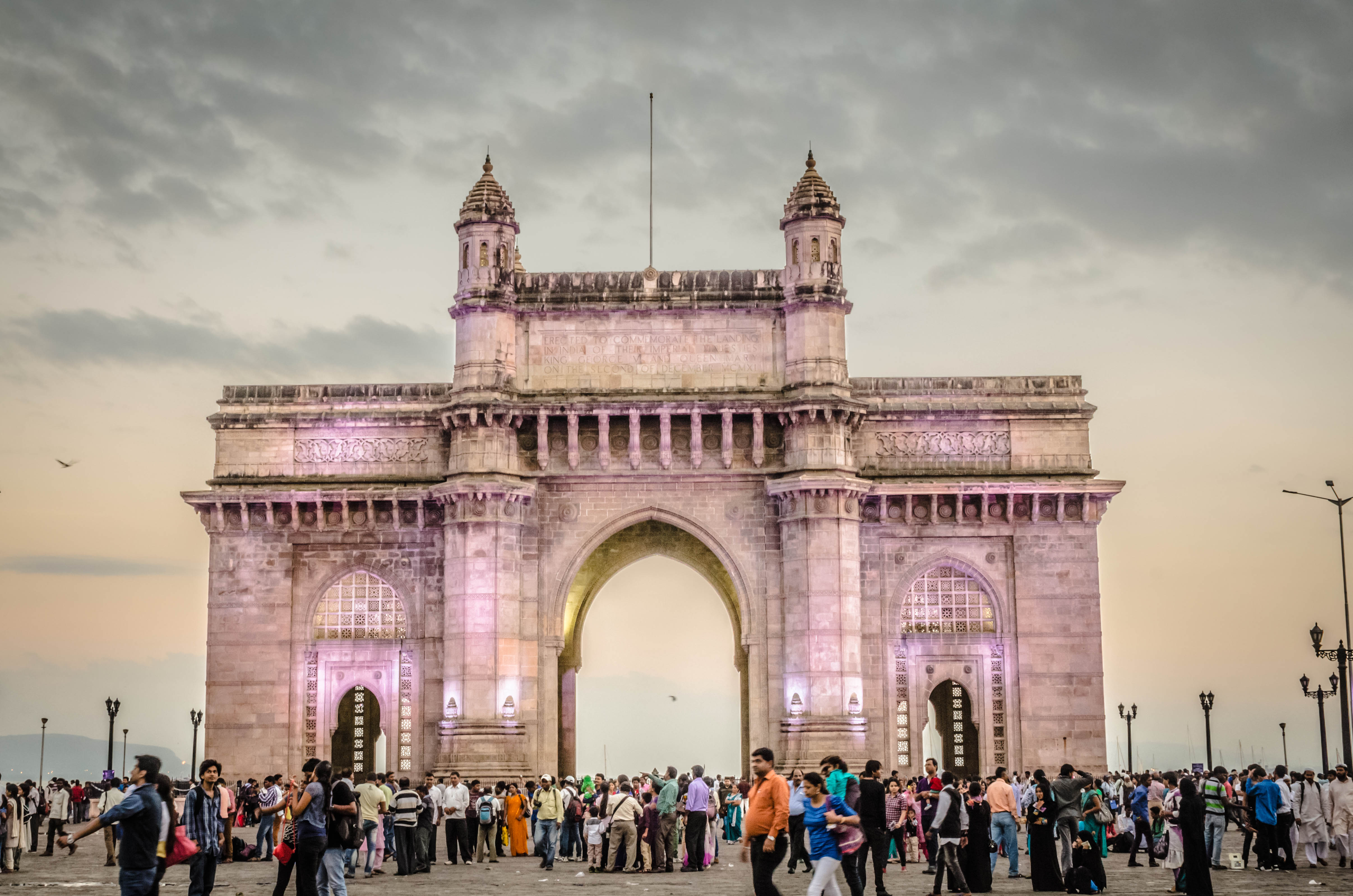

Gateway of India (eng. "Porten till Indien") är ett byggnadsmonument i den indiska staden Bombay. Monumentet är byggt i gul sandsten och format som en triumfbåge, 26 meter hög, i lokal stil.
Monumentet uppfördes mellan 1915 och 1924 till minne av det besök det brittiska kungaparet, George V och drottning Mary, gjorde i Bombay 1911. 